# Halinga
Halinga est un village de la commune de Halinga du comté de Pärnu en Estonie.
Au 31 décembre 2011, il compte 91 habitants.